# Фоминское сельское поселение (Ростовская область)
Фоминское сельское поселение — муниципальное образование в Заветинском районе Ростовской области. 
Административный центр поселения — хутор Фомин.

## Административное устройство
В состав Фоминского сельского поселения входят:
- хутор Фомин;
- хутор Алексеев;
- хутор Потапенко.

## Население
| 2010  | 2012  | 2013  | 2014  | 2015  | 2016  | 2017  |
| ----- | ----- | ----- | ----- | ----- | ----- | ----- |
| 1243  | ↘1200 | ↗1217 | ↗1229 | ↗1259 | ↗1275 | ↗1285 |
| 2018  | 2019  | 2020  | 2021  |       |       |       |
| ↗1294 | ↗1319 | ↗1335 | ↗1338 |       |       |       |